# Liste der Monuments historiques in Daignac
Die Liste der Monuments historiques in Daignac führt die Monuments historiques in der französischen Gemeinde Daignac auf.

## Liste der Bauwerke
| Bezeichnung      | Beschreibung                  | Standort | Kennzeichnung | Schutzstatus | Datum | Bild           |
| ---------------- | ----------------------------- | -------- | ------------- | ------------ | ----- | -------------- |
| Schloss Curton   | Mittelalter                   | (Lage)   | PA00083535    | Inscrit      | 1926  | weitere Bilder |
| Schloss Preyssac | Erbaut ab dem 14. Jahrhundert | (Lage)   | PA00083536    | Inscrit      | 1951  | weitere Bilder |
| Friedhofskreuz   | Erbaut im 17. Jahrhundert     | (Lage)   | PA00083537    | Inscrit      | 1925  | weitere Bilder |